# Thomas Dauser
Thomas Dauser (* 1975 in Nördlingen) ist ein deutscher Journalist und Medienmanager.

## Leben
Thomas Dauser studierte an der Eberhard Karls Universität in Tübingen Allgemeine Rhetorik und Politikwissenschaft.
Er war Mitbegründer und Gründungschefredakteur von Kupferblau, dem Campusmagazin der Studierenden der Universität Tübingen, das im Jahr 2022 sein 25-jähriges Bestehen feierte.
Ab 1995 arbeitete er als Reporter und Moderator im Tübinger Studio des heutigen Südwestrundfunks. 2004 begann er seine Tätigkeit als Autor für das Politikmagazin „Zur Sache Rheinland-Pfalz!“ im SWR Fernsehen, 2006 für das Politikmagazin Report Mainz in der ARD. Im Jahr 2012 übernahm Thomas Dauser die Leitung der Intendanz des Südwestrundfunks. In diesem Amt wurde er 2020 von Franziska Roth abgelöst. Ab 2016 verantwortete er als Strategiechef außerdem den multimedialen Umbauprozess im SWR. Seit Juni 2020 leitet Dauser den Bereich Innovationsmanagement und Digitale Transformation im SWR, der im September 2021 zu einer Direktion weiterentwickelt wurde.
Seit 2021 ist Thomas Dauser Mitglied im Vorstand und der Jury des Hans Bausch Mediapreis des SWR für gesellschaftliche Verantwortung in digitalen Öffentlichkeiten.

## Auszeichnungen
2008 wurde Thomas Dauser gemeinsam mit Nick Schader für seine Recherchen zu kinderpornographischen Inhalten in der digitalen Welt Second Life mit dem Medienpreis der Kindernothilfe ausgezeichnet.